# Pênfigo
O pênfigo  é uma doença autoimune bolhosa, rara, grave e não contagiosa caracterizada pelo aparecimento de bolhas na pele e nas membranas mucosas (boca, genitais, etc).
Atinge entre 0,5 e 3 em cada 100 000 habitantes, sendo mais comum na região do mar Mediterrâneo e em adultos e idosos. Também ocorre noutros mamíferos. Tem uma taxa de mortalidade na ordem dos 5 a 15%.

## Etimologia
O substantivo «pênfigo» provém do grego antigo πέμφιξ (pémphiks), que significa «bolha; pústula».

## Tipos de pênfigo
- Pênfigo vulgar - caracterizado pelo aparecimento de bolhas nas mucosas, é o tipo mais comum e é mais comum em pessoas entre 40 e os 60 anos. Também ocorre em animais.
- Pênfigo foliáceo ou doença de Cazenave - uma forma mais leve de pênfigo, caracterizada pelo aparecimento de bolhas apenas na pele e não nas mucosas. Pode aparecer em todos os grupos etários.
- Pênfigo paraneoplásico - é o tipo menos comum. Ocorre associado com um tumor, geralmente um linfoma.

Nota: Existem diversos subtipos dos dois tipos de pênfigo. No Brasil existe um subtipo denominado pênfigo foliáceo brasileiro ou fogo selvagem.

## Causa
Pênfigo ocorre quando os anticorpos destroem a desmogleina, uma proteína que atua como "cola" entre células da epiderme através de pontos de fixação chamados desmossomos. Quando os anticorpos destroem as desmogleínas, as células se separam umas das outras e da epiderme se "descola", um fenômeno chamado acantólise. Isso resulta na formação de bolhas e feridas. Sua causa é geralmente desconhecida (idiopática), mas pode ser desencadeada por alguns medicamentos para a pressão arterial e por agentes quelantes. Quando a causa é um medicamento, o problema desaparece com a troca da medicação.
Pode ter causa genética associada ao complexo principal de histocompatibilidade de classe II (MHC II), em humanos com alelo para o antígeno leucocitário humano DR4 (DRB1*0402) e DRw6 (DQB1*0503).

## Sinais e sintomas

### Pênfigo vulgar
As bolhas começam geralmente (50 a 70% das vezes) na boca  e às vezes no nariz, demorando meses para espalhar pela pele. As mucosas rompem-se facilmente, dando origem a zonas vermelhas e sangrantes, muito dolorosas, que frequentemente infectam e mais tarde criam crosta. A pele aparentemente não afetada pode também criar bolhas depois de pressionada. Quando as bolhas cobrem uma grande área do corpo, a extensa perda de pele pode levar a uma grave infecção bacteriana, fúngica ou viral. Não costuma coçar.

### Pênfigo foliáceo
As bolhas, que nunca aparecem nas mucosas, muito facilmente arrebentam, chegando a ser difícil encontrar bolhas intactas. Essas bolhas arrebentadas aparecem inicialmente nas zonas mais gordurosas do corpo, como couro cabeludo, zona central do peito e das costas.
Se não forem tratadas inicialmente as bolhas aparecem disseminadas por todo o corpo, podendo então dar origem a uma situação mais grave.

## Diagnóstico
O diagnóstico de pênfigo é confirmado por uma biópsia da pele (extracção de uma pequena amostra de tecido para análise). Um ELISA indireto pode identificar os anticorpos anti-desmosina. Descamação da pele com o toque de um dedo ou de um cotonete pode ser considerado o signo de Nikolsky, característico de pênfigo. 

## Tratamento
O tratamento costuma ser feito com corticosteroides como altas doses de prednisona (deve-se tomar durante o período da manhã, a fim de simular a ação fisiologia das suprarrenais, que produzem essa substância) e com imunossupressores (como metotrexato, ciclofosfamida ou azatioprina) administrados durante longos períodos para manter a doença sob controle. Podem ser necessários antibióticos (tetraciclina), antivirais ou antifúngicos quando as rachaduras da pele permitem infecções.

## Endemia no Brasil
Apesar de rara no resto do mundo, o pênfigo foliáceo é considerada uma doença endêmica na região central do Brasil, onde a incidência chega a 18 casos a cada 100 mil pessoas. No Brasil, o pênfigo foliáceo endêmico recebe o nome popular de "fogo selvagem" e pesquisas nos últimos anos tentam mostrar a influência genética sobre a doença.